# Neoplocaederus elongatulus
Neoplocaederus elongatulus är en skalbaggsart som först beskrevs av Holzschuh 1993.  Neoplocaederus elongatulus ingår i släktet Neoplocaederus och familjen långhorningar. Inga underarter finns listade i Catalogue of Life.